# Puechredon
Puechredon è un comune francese di 35 abitanti situato nel dipartimento del Gard, nella regione Occitania.

## Società

### Evoluzione demografica
Abitanti censiti